# Liste de films français sortis en 1973
Listes de films français
- 1969
- 1970
- 1971
- 1972
- 1973
- 1974
- 1975
- 1976
- 1977

Liste non exhaustive de films français sortis en 1973

## 1973
| Titre                                                                 | Réalisateur                    | Distribution                                          | Genre              | Notes |
| --------------------------------------------------------------------- | ------------------------------ | ----------------------------------------------------- | ------------------ | ----- |
| La Nuit américaine                                                    | François Truffaut              | François Truffaut, Jacqueline Bisset                  | Comédie dramatique |       |
| La Bonne Année                                                        | Claude Lelouch                 | Claude Mann, Lino Ventura                             |                    |       |
| Les Aventures de Rabbi Jacob                                          | Gérard Oury                    | Louis de Funès, Claude Giraud                         | Comédie            |       |
| La Planète sauvage                                                    | René Laloux                    | Jean Valmont, Jennifer Drake                          | animation          |       |
| L'An 01                                                               | Jacques Doillon, Alain Resnais | Cabu, François Cavanna                                |                    |       |
| Le Silencieux                                                         | Claude Pinoteau                | Lino Ventura, Lea Massari                             |                    |       |
| L'Emmerdeur                                                           | Édouard Molinaro               | Jacques Brel, Lino Ventura, Caroline Cellier          | Comédie            |       |
| L'Affaire Dominici                                                    | Claude Bernard-Aubert          | Jean Gabin, Victor Lanoux                             | Drame              |       |
| Deux hommes dans la ville                                             | José Giovanni                  | Jean Gabin, Alain Delon                               | Policier           |       |
| Les Noces rouges                                                      | Claude Chabrol                 | Michel Piccoli, Stéphane Audran                       |                    |       |
| Mais où est donc passée la septième compagnie ?                       | Robert Lamoureux               | Jean Lefebvre, Pierre Mondy                           | Comédie            |       |
| Le Magnifique                                                         | Philippe de Broca              | Jean-Paul Belmondo, Jacqueline Bisset                 |                    |       |
| R.A.S.                                                                | Yves Boisset                   | Jacques Spiesser, Jacques Weber                       |                    |       |
| La Femme en bleu                                                      | Michel Deville                 | Michel Piccoli, Lea Massari                           |                    |       |
| L'Oiseau rare                                                         | Jean-Claude Brialy             | Barbara, Pierre Bertin                                |                    |       |
| Don Juan 73 ou Si Don Juan était une femme...                         | Roger Vadim                    | Brigitte Bardot, Robert Hossein                       |                    |       |
| Les grands sentiments font les bons gueuletons                        | Michel Berny                   | Michel Bouquet, Jean Carmet                           |                    |       |
| La Raison du plus fou                                                 | François Reichenbach           | Raymond Devos, Alice Sapritch                         |                    |       |
| L'Histoire très bonne et très joyeuse de Colinot trousse-chemise      | Nina Companeez                 | Francis Huster, Nathalie Delon                        |                    |       |
| La Valise                                                             | Georges Lautner                | Mireille Darc, Jean-Pierre Marielle                   |                    |       |
| Le Serpent                                                            | Henri Verneuil                 | Jean Desailly, Yul Brynner                            |                    |       |
| Défense de savoir                                                     | Nadine Trintignant             | Jean-Louis Trintignant, Michel Bouquet                |                    |       |
| Prêtres interdits                                                     | Denys de La Patellière         | Robert Hossein, Claude Jade                           |                    |       |
| Le Mariage à la mode                                                  | Michel Mardore                 | Catherine Jourdan, Yves Beneyton                      |                    |       |
| L'Événement le plus important depuis que l'homme a marché sur la Lune | Jacques Demy                   | Catherine Deneuve, Marcello Mastroianni               |                    |       |
| La Maman et la Putain                                                 | Jean Eustache                  | Jean-Pierre Léaud, Bernadette Lafont                  |                    |       |
| Elle court, elle court la banlieue                                    | Gérard Pirès                   | Marthe Keller, Jacques Higelin                        |                    |       |
| La Grande Bouffe                                                      | Marco Ferreri                  | Marcello Mastroianni, Philippe Noiret, Michel Piccoli |                    |       |